# Từ trường Sao Thủy
Từ trường Sao Thủy gần như là từ trường lưỡng cực phân bố trên toàn bộ Sao Thủy một cách rõ ràng. Dữ liệu từ Mariner 10 đã dẫn tới việc khám phá ra từ trường này vào năm 1974; tàu vũ trụ đã đo cường độ của từ trường Sao Thủy, kết quả là cường độ của từ trường này là bằng khoảng 1,1% từ trường Trái Đất. Nguồn gốc của từ trường này có thể được giải thích bằng hiệu ứng dynamo. Từ trường này là đủ mạnh để làm chậm gió Mặt Trời xung quanh hành tinh này, tạo ra từ quyển.

## Đặc điểm
Độ mạnh của từ trường tại xích đạo Sao Thủy vào khoảng 300 nT. Cũng giống như Trái Đất, từ trường Sao Thủy cũng có hai cực. Chỉ khác là các cực từ của Sao Thủy nằm gần như thẳng hàng với trục quay của hành tinh này. Các đo đạc từ Mariner 10 và MESSENGER cho thấy rằng độ mạnh và hình dạng của từ trường Sao Thủy là ổn định.
Nguồn gốc của từ trường này có thể được giải thích bằng hiệu ứng dynamo, theo cách tương tự với từ trường Trái Đất. Hiệu ứng dynamo có thể là kết quả từ sự tuần hoàn của phần lõi lỏng giàu sắt của hành tinh này. Đặc biệt các hiệu ứng thủy triều mạnh gây ra bởi quỹ đạo lệch tâm lớn của Sao Thủy giữ cho lõi ở trạng thái lỏng để duy trì hiệu ứng dynamo.
Từ trường này là đủ mạnh để làm chậm gió Mặt Trời xung quanh hành tinh này, tạo ra từ quyển. Từ quyển của Sao Thủy tuy đủ nhỏ để nằm gọn bên trong Trái Đất, nhưng đủ mạnh để giữ plasma từ gió Mặt Trời. Điều này góp phần vào quá trình phong hóa không gian của bề mặt Sao Thủy. Những quan sát do Mariner 10 thực hiện đã phát hiện những dòng plasma năng lượng thấp trong từ quyển phía mặt tối của hành tinh này. Những tiếng nổ của các hạt mang năng lượng đã được phát hiện trong đuôi từ của hành tinh, ám chỉ từ quyển có tính động lực của Sao Thủy.
Trong thời gian bay qua hành tinh lần thứ hai vào ngày 6 tháng 10 năm 2008, MESSENGER phát hiện ra từ trường của Sao Thủy có thể cực kỳ "rò rỉ." Tàu vũ trụ đã gặp phải các cơn "xoáy từ" – những bó xoắn từ trường kết hợp từ trường hành tinh với không gian liên hành tinh – có bề rộng lên đến 800 km, tương đương 1/3 lần bán kính của hành tinh này. Các "xoáy" này hình thành khi các trường từ mang theo bởi gió Mặt Trời gắn kết với từ trường của Sao Thủy. Khi gió Mặt Trời thổi qua từ trường Sao Thủy, các trường từ gắn kết này được mang đi cùng với nó và xoắn lại tạo thành các cấu trúc giống như xoáy. Những ống thông lượng từ xoắn này, về mặt kỹ thuật được gọi là sự kiện truyền thông lượng, tạo ra các cửa sổ mở trong tấm chắn từ của hành tinh mà qua đó gió Mặt Trời có thể xâm nhập vào và ảnh hưởng trực tiếp đến bề mặt Sao Thủy.
Quá trình liên kết các từ trường của hành tinh và từ trường liên hành tinh, được gọi là tái liên kết từ (magnetic reconnection), một hiện tượng phổ biến trong khắp vũ trụ. Nó xuất hiện trong từ trường Trái Đất, ở đây nó cũng tạo ra các xoắn từ như thế. Các quan sát của tàu MESSENGER còn cho thấy tốc độ tái kết nối này trên Sao Thủy gấp 10 lần so với Trái Đất. Mức độ gần Mặt Trời của Sao Thủy chỉ đóng góp khoảng 1/3 vào tốc độ kết nối theo quan sát của MESSENGER.